# Clepticus africanus
Clepticus africanus Heiser, Moura & Robertson, 2000 è un pesce di acqua salata appartenente alla famiglia Labridae. Il suo nome deriva dal suo paese di provenienza, l'Africa.

## Distribuzione e habitat
È una specie demersale che proviene dalle zone tropicali del sud-ovest dell'oceano Atlantico, in particolare da São Tomé. Nuota abbastanza vicino alla superficie.

## Descrizione
Presenta un corpo compresso lateralmente, di forma ovale, non particolarmente alto né allungato, con la testa dal profilo leggermente appuntito. Le dimensioni di questo pesce non sono state registrate, ma non sono comunque particolarmente grandi. La colorazione è prevalentemente blu scura, a volte quasi nera, con un'area giallastra sul dorso. La pinna caudale è biforcuta, a volte a forma di mezzaluna, e nei maschi adulti i raggi esterni sono allungati e formano dei filamenti lunghi poco meno del corpo. Le altre pinne non sono particolarmente ampie.

## Biologia
Sconosciuta ma molto probabilmente le sue abitudini sono simili a quelle di C. parrae.

## Conservazione
Questa specie viene classificata come "dati insufficienti" (DD) perché non sono noti particolari pericoli potrebbero minacciarla ma la sua biologia è ancora troppo poco studiata.